# Florencio Constantino
Florencio Constantino (Ortuella, Vizcaya, 9 de abril de 1869 — México D.F., 19 de noviembre de 1919) fue un tenor español.
En su juventud trabajó como mecánico naval. Tras cumplir el servicio militar emigró a Argentina junto con su novia Luisa Arrigorriaga en el barco «Le Havre». Trabajó en su oficio en ciudades de la Provincia de Buenos Aires, y finalmente se estableció en Bragado, donde se dedicó a la agricultura y tuvo a sus cuatro hijos Dolores, Rosa, Antonio y Ricardo.
Llamó la atención su capacidad para el canto. Comenzó a recibir clases de canto con Leopoldo Stiatesi, alumno de Francesco Lamperti y debutó en Montevideo en 1892 cantando en La Dolores, de Tomás Bretón (aunque hay alguna referencia de que pudo haber cantado, ya en 1899, en La favorita, también en Montevideo).
El empresario tabaquero Manuel Méndez de Andés le tomó bajo su protección, pagándole una ampliación de estudios de canto en Italia. Al poco tiempo consiguió un contrato en el Teatro Ponchielli de Cremona, comenzando una exitosa carrera por los teatros de Italia, que amplió a los de Holanda y Alemania. Se especializó en los papeles de tenor de Rigoletto, La traviata, Il barbiere di Siviglia, La favorita,Les Huguenots, Ernani o La Gioconda. En 1899 es contratado con la compañía del Teatro Real de Madrid, donde debutó en el Duque de Rigoletto, apareciendo allí hasta 1905 con gran éxito.
Posteriormente viaja por Polonia y Rusia, donde coincide con Luisa Tetrazzini, Salomea Kruszelnicka, Mattia Battistini y Josefina Huguet. En 1905 se presenta en el Theater des Westens de Berlín con el Duque de Mantua y Manrico, y en 1906, en el Covent Garden de Londres se alterna con Enrico Caruso en Rigoletto.
A partir de 1906 se traslada a Norteamérica, donde debuta con Carmen en Nueva Orleans. A partir de este debut comienza a parecer con las principales compañías norteamericanas. En 1908 cantó con Luisa Terrazzini en la Manhattan Opera Company. En 1909 participó en la apertura de la ópera de Boston, cantando en La Gioconda junto a Lillian Nordica y Louise Homer. En 1909 y 1910 actúa en el Metropolitan Opera de Nueva York y el Teatro Colón de Buenos Aires. En 1912 participa en una compañía itinerante argentina, y en 1915 aparece por última vez en Los Ángeles.
En los últimos años de su carrera se vio envuelto en diversos incidentes. Fue denunciado por romper su contrato con la Manhattan Opera Company, y después por causar un accidente al bajo Giovanni Gravina, que perdió un ojo durante una lucha con espadas en una representación. En 1918 fue despedido de la ópera de Boston por aparecer bebido en una representación. Posteriormente desaparece de los grandes teatros, y llegan noticias de que ha caído en el juego y la bebida, siendo internado en una clínica psiquiátrica para indigentes de México D.F. tras ser encontrado inconsciente tirado en la calle. Falleció en la clínica en 1919.